# Compagnia di San Paolo

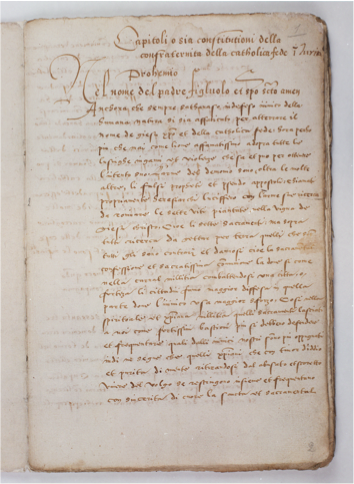
Statuto originale della nascente Confraternita della catholica fede in Turino

La Fondazione Compagnia di San Paolo è una fondazione di origine bancaria, ed è una delle più antiche e maggiori fondazioni private in Europa.
Nasce con finalità filantropiche per favorire lo sviluppo culturale, civile ed economico. La Fondazione agisce per perseguire tre obiettivi: cultura, persone e pianeta, che sono a loro volta declinati in quattordici missioni.
Opera prevalentemente sui territori di Piemonte, Liguria e Valle d'Aosta nei settori ammessi dal decreto legislativo 17 maggio 1999, n. 153.
Il patrimonio complessivo detenuto dalla Fondazione Compagnia di San Paolo al 31 dicembre 2023 ammonta a 8,3 miliardi di euro.

## Storia
La Fondazione Compagnia di San Paolo nasce a Torino nel 1563; il Piemonte all'epoca si trova in uno stato di grande degrado economico a causa delle lunghe guerre tra Francia e Spagna. Emanuele Filiberto di Savoia, rientrato in possesso del ducato sabaudo nel 1559, in base alla pace di Cateau-Cambrésis, avvia una profonda riorganizzazione politica, militare e culturale.
Il 25 gennaio 1563 sette cittadini torinesi fondano la Confraternita della catholica fede in Turino sotto l'invocazione di San Paolo con il duplice obiettivo di soccorrere la popolazione indigente dopo anni di dominazione straniera e di arginare l'espansione della riforma protestante. L'aiuto agli indigenti, in particolare a nobili o borghesi decaduti, viene esplicato con capillare assistenza domiciliare.
Il 23 dicembre 1579 la Confraternita fonda il Monte di pietà cittadino per cercare di arginare il fenomeno dell'usura che colpiva i ceti più deboli, attraverso la corresponsione di piccoli prestiti su pegno. Circa un decennio dopo si dedica anche all'assistenza femminile con l'erogazione di doti mediante l'istituzione della Casa del Soccorso e, nel 1683, della Casa del Deposito, che fornisce accoglienza a donne vittime di sfruttamento e violenza.
Il 14 maggio 1595 viene costituito l'Ufficio Pio, che gestisce l'attività assistenziale e religiosa della Compagnia. I Paolini collaborano alla costruzione della chiesa dei SS. Martiri, all'istituzione del Collegio dei nobili convittori, che si occupava dell'educazione dei giovani di famiglia agiata ed è oggi sede della scuola primaria Convitto Umberto I e dell'Albergo di virtù, ente finalizzato alla preparazione professionale dei mendicanti nei settori manifatturiero e meccanico.
Verso la metà del Seicento, la Confraternita promuove l'apertura dell'Ospedale della Carità e, nel secolo successivo, assicura il sostegno finanziario all'Ospedale dei Pazzi, ad oggi sede dei servizi anagrafici, civili, demografici ed elettorali.
Il patrimonio dell'ente, accresciuto anche grazie ai numerosi lasciti delle famiglie piemontesi, determina un'intensa attività finanziaria, culminata nell'assunzione dell'amministrazione del debito pubblico nel 1653. Dopo aver raggiunto il massimo sviluppo a metà Settecento, la Compagnia perde la gestione delle Opere ed è soppressa dal governo repubblicano francese nel 1802, venendo sostituita da organi pubblici che garantirono la continuità dei servizi erogati.
Nel 1804 il Monte di pietà è riorganizzato dal governo francese sul modello del Monte di Parigi, accentuandone il carattere bancario. Reintegrata nelle sue funzioni nel 1814, la Compagnia si fa carico della gestione del Monte di Pietà a interessi e del Monte di Pietà gratuito e tra il 1824 e il 1851, si occupa di fornire il servizio sanitario per gli indigenti, con cure mediche di base e specialistiche.
In questi anni riprendono le attività dell'Ufficio Pio. Con l'avvento dello Stato liberale tuttavia, nel 1853 il governo di Vittorio Emanuele II restringe l'attività della Compagnia alle sole pratiche religiose e affida il patrimonio e la gestione delle attività assistenziali e creditizie a un consiglio di nomina pubblica, denominato Opere Pie di San Paolo- successivamente Istituto di San Paolo- che sviluppa la sua attività bancaria tramite il Monte di Pietà, divenuto progressivamente una vera e propria banca, fino al riconoscimento, nel 1923, della prevalente attività creditizia rispetto a quella pignoratizia.
Con l'assunzione dell'esercizio del Credito Fondiario in concomitanza con le riforme agrarie e con l'incremento dell'edilizia urbana, si inaugura nel 1867 un settore caratterizzante l'attività del San Paolo. Negli anni del decollo industriale di Torino, l'Istituto sostiene, mediante prestiti al Comune e alla Provincia, lo sviluppo delle infrastrutture e la municipalizzazione dei servizi essenziali; finanzia la costituzione dell'Istituto delle case popolari; partecipa ai nuovi organismi finanziari come il Consorzio per sovvenzioni su valori industriali, l'Istituto federale per il credito agrario in Piemonte e il Consorzio nazionale per il credito agrario di miglioramento e sostiene l'istruzione operaia e tecnica.
Nel 1907 finanzia la costituzione del capitale iniziale dell'Istituto delle case popolari e in seguito nel finanziamento della costruzione della nuova sede dell'Ospedale Maggiore San Giovanni Battista "Molinette", ultimata nel 1935.
Le Opere Pie di San Paolo contribuiscono inoltre alla nascita dell'Ospedale Amedeo di Savoia, specializzato nelle malattie infettive, inaugurato a Torino nel 1900. L'attività rivolta agli ospedali piemontesi si concretizza attraverso diverse modalità, come l'assunzione del servizio di cassa, l'erogazione di mutui e aperture di credito, oltre che contributi straordinari per attività di ampliamento e ammodernamento e iniziative sanitarie. Il nuovo ente prosegue e rinnova le attività dell'Ufficio Pio e dell'Educatorio Duchessa Isabella, nome assunto dalle Case del soccorso e del deposito nel 1883 e che, nella sede appositamente costruita a fine Ottocento nell'attuale piazza Bernini, impartisce alle giovani un'educazione completa, dalle elementari alle magistrali.
Con il rilievo dei depositi della Banca Agricola Italiana di Riccardo Gualino nel 1931 l'Istituto estende la propria struttura, fin ad allora limitata alla città, al Piemonte e alla Liguria, e nel 1932, ottiene lo statuto di Istituto di credito di diritto pubblico e il nome esteso Istituto di San Paolo Torino. Dopo l'emanazione delle leggi razziali del 1938, il Credito fondiario del San Paolo è incaricato di gestire, principalmente in Piemonte e Liguria, le proprietà immobiliari sequestrate agli ebrei, cui si aggiunsero, dopo l'entrata in guerra, quelle degli stranieri di nazionalità nemica.
Il ruolo assunto nella ricostruzione postbellica, l'estensione territoriale, la diversificazione del credito, l'ingresso nel mercato dell'ECU, pongono le basi per un'espansione nazionale e internazionale dell'Istituto Bancario San Paolo di Torino, nome assunto nel 1950, che diventa uno dei più importanti gruppi bancari a livello europeo.
Alla fine del 1991, nel quadro della Legge "Amato-Carli", le attività creditizie sono demandate ad una società per azioni di nuova costituzione, l'Istituto Bancario San Paolo di Torino S.p.A., mentre le attività di pubblico interesse e utilità sociale rimangono nel "vecchio San Paolo", che diventa, in omaggio alla sua storia originaria, Compagnia di San Paolo. Il valore finanziario della società bancaria si trasforma in un patrimonio filantropico, in parte conservato dalla Compagnia in forma di azioni di quello che è diventato con il tempo il gruppo Intesa Sanpaolo, in parte reinvestito secondo principi di diversificazione. A oggi la Compagnia è una fondazione di diritto privato, retta da un proprio Statuto adottato nel marzo 2000, associata all'ACRI - Associazione di Fondazioni e di Casse di Risparmio Spa e membro dell'European Foundation Centre, l'associazione delle principali fondazioni europee.

## Organizzazione

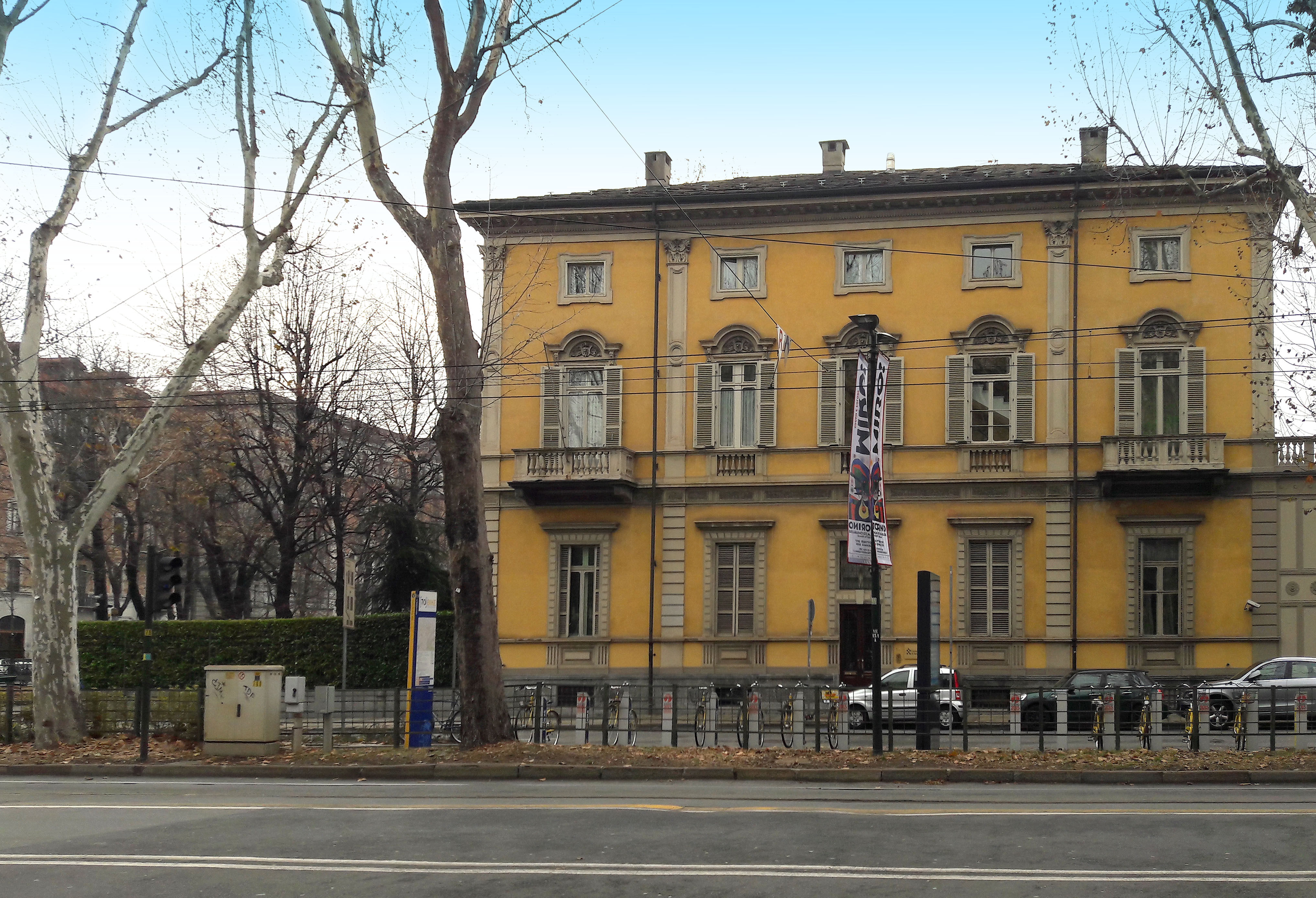
La sede della Compagnia di San Paolo in Corso Vittorio Emanuele II 75 a Torino nel quartiere Crocetta

La Fondazione Compagnia di San Paolo ha sede in Torino nel quartiere Crocetta. Sono Organi, ai sensi dello Statuto: il Presidente, il Segretario Generale, il Consiglio Generale, il Comitato di Gestione e il Collegio dei Revisori. Il Presidente è nominato dal Consiglio Generale, che nomina anche il Vice Presidente, dura in carica quattro anni, quanto il Consiglio Generale. È il legale rappresentante della Fondazione; presiede le adunanze, stabilisce l'ordine del giorno e dirige i lavori del Consiglio Generale e del Comitato di Gestione; può assumere, nell'interesse della Fondazione, provvedimenti di urgenza e ne riferisce al Comitato di Gestione.
Il Consiglio Generale è l'organo di indirizzo della Fondazione Compagnia di San Paolo. Dura in carica quattro anni. Ad esso è affidato il compito di definire le priorità, i programmi e gli obiettivi della Fondazione, verificandone i risultati.
Il Consiglio Generale è composto da diciassette Consiglieri, dei quali quattordici così designati: due dal Comune di Torino, uno dalla Regione Piemonte, uno dal Comune di Genova, due dalla Camera di Commercio, Industria, Artigianato e Agricoltura di Torino, di cui uno da individuarsi tra figure che si siano distinte e/o siano operanti nell’ambito del terzo settore sociale, uno dalla Camera di Commercio, Industria, Artigianato e Agricoltura di Genova, uno dalla Camera di Commercio, Industria, Artigianato e Agricoltura di Milano, uno dalla Unione Regionale delle Camere di Commercio del Piemonte, uno dall'Istituto Italiano di Tecnologia di Genova congiuntamente all'Università degli Studi di Genova; uno dall'Accademia delle Scienze di Torino congiuntamente all'Accademia Nazionale dei Lincei, uno dall'Università degli Studi di Torino congiuntamente al Politecnico di Torino, uno dal FAI - Fondo per l'Ambiente italiano in alternanza con il Segretario Regionale del Ministero della Cultura per il Piemonte; e uno da Philea, da individuarsi tra soggetti che non siano espressione di fondazioni di origine bancaria di cui al decreto legislativo 17 maggio 1999, n.153 o della Associazione di Fondazioni e Casse di Risparmio S.p.A., in alternanza con il Direttore della Rappresentanza in Italia della Commissione Europea.
Del Consiglio fanno altresì parte tre componenti, che devono essere cooptati nella prima riunione.
Il Comitato di Gestione è nominato dal Consiglio Generale ed è composto da cinque membri; ne fanno parte di diritto il Presidente e il Vice Presidente. Il Comitato di Gestione dura in carica quanto il Consiglio Generale e scade con esso.
Il Comitato di Gestione ha tutti i poteri per l'ordinaria e la straordinaria amministrazione della Fondazione Compagnia di San Paolo.
Il Collegio Sindacale è costituito da tre membri effettivi, fra i quali viene scelto il Presidente, e da due supplenti. Il Consiglio Generale nella sua prima riunione nomina i componenti del Collegio Sindacale, scegliendone il Presidente.
Il Segretario Generale è nominato con deliberazione del Comitato di Gestione, che ne determina altresì la durata in carica, anche in un’ottica di assicurare la necessaria continuità operativa, e il trattamento economico. Egli può essere riconfermato. Il Segretario Generale è a capo della struttura operativa e del personale della Compagnia.
Il patrimonio della Compagnia al 31/12/2023, valutato a prezzi di mercato correnti, ammontava a 8,3 mld €.
La componente strategica valeva circa 3,85 mld €, dei quali 3,1 mld rappresentati dalla partecipazione in Intesa Sanpaolo. La componente diversificata valeva circa 4,2 mld €, oltre a 240 mln € detenuti in altre attività finanziarie. Il valore del patrimonio aggiornato a oggi è di 8,4 mld €.

## Gestione 2024-2027[8]
- Presidente: Marco Gilli
- Vicepresidente: Rosanna Ventrella Grimaldi
- Segretario Generale: Alberto Anfossi
- Comitato di Gestione: Marco Gilli (Presidente), Rosanna Ventrella Grimaldi (Vicepresidente), Carlo Picco, Ezio Raviola, Nicoletta Viziano
- Collegio Sindacale: Luca Asvisio (Presidente), Paolo Rizzello, Paola Vola, De Benedittis Anna Angela (supplente), Salvatore Regalbuto  (supplente)
- Consiglio Generale: Mariangela Battisti, Silvia Bordiga, Nicoletta Buratti, Dimitri Buzio, Fatima Zahra El Maliani, Elena Franco, Ezio Ghigo, Barbara Graffino, Vincenzo Ilotte, Davide Livermore, Angelo Matellini, Antonio Mattio, Enrica Pagella, Mariagrazia Pellerino, Lorenzo Pozza, Filippo Sertorio, Giovanni Vassallo.

## Enti strumentali
La Compagnia definisce strategie e obiettivi con una programmazione pluriennale e opera attraverso il sostegno a progetti coerenti con i propri valori, l'adozione di programmi, l'emanazione di bandi e la gestione delle risorse. Essa eroga contributi e gestisce direttamente progetti attraverso i propri Enti Strumentali, con cui è attiva nei settori dell'arte, della ricerca scientifica, economica e giuridica, dell'istruzione, della sanità e dell'assistenza alle categorie sociali più deboli.

### Fondazione per la Scuola
La Fondazione per la Scuola ha lo scopo di contribuire alla valorizzazione dell'autonomia scolastica.
La sua attività si articola su tre assi principali:
- la promozione delle pari opportunità, dell'inclusione sociale e del rapporto tra scuola e territorio;
- il miglioramento in termini di qualità ed equità delle autonomie scolastiche, con particolare attenzione a quelle che operano in contesti complessi;
- il miglioramento dei processi interni alla scuola mediante la realizzazione della scuola digitale, la revisione dei processi gestionali e l'innovazione dei modelli didattici.

La Fondazione contribuisce alla definizione delle politiche in ambito scolastico operando in sinergia con attori istituzionali, del privato sociale, con enti strumentali e aree di intervento della Fondazione Compagnia di San Paolo. Sempre in una logica di sussidiarietà, opera in collaborazione con il MIUR (Ministero dell'Istruzione, dell'Università e della Ricerca) e le sue sedi territoriali, l'INDIRE (Istituto Nazionale di Documentazione Innovazione e Ricerca Educativa) e l'INVALSI (Istituto Nazionale per la Valutazione del Sistema Educativo di Istruzione e di Formazione).
Ai sensi della Direttiva 170/2016 il 20 luglio 2018 la Fondazione ha ottenuto dal MIUR l'accreditamento come Ente Formatore per il personale docente delle scuole.

### Fondazione 1563 per l'Arte e la Cultura
È un ente culturale operativo specializzato nel sostegno alla ricerca nel campo delle discipline umanistiche, con una vocazione multidisciplinare che spazia dalle digital humanities a temi di global history, allo studio dell'età e della cultura del Barocco, come carattere identitario del territorio piemontese (Programma Barocco).
Tra i compiti principali della Fondazione 1563 vi è la responsabilità della conservazione e della valorizzazione culturale dell'Archivio Storico della Compagnia di San Paolo, che raccoglie quattro secoli e mezzo di storia dell'ente. L'inventariazione completa, la pubblicazione digitale sul web del materiale storico-documentario (Digital Archives and Collections) e la divulgazione attraverso mostre virtuali e progetti di public history sul proprio patrimonio rappresentano le principali attività nel settore archivistico.
Dal 1997 la Fondazione 1563 edita le pubblicazioni nelle collane Quaderni dell'Archivio Storico, Quaderni di Ricerca e Quaderni delle Borse e dei premi.

### Fondazione Ufficio Pio

La storica sede dell'Ufficio Pio in Piazza Bernini 5 a Torino

Costituito nel 1595, l'Ufficio Pio è l'ente strumentale più antico della Compagnia di San Paolo. Esso ha un'autonomia operativa nell'ambito delle aree di intervento stabilite dalla Compagnia e ha l'obiettivo di sostenere le persone e le famiglie in situazione di vulnerabilità o disagio sociale ed economico sul territorio della regione Piemonte, con particolare riferimento all'area metropolitana torinese. L'Ufficio Pio opera grazie all'azione di circa 150 delegati volontari e di un organico di 34 operatori.. Le sue aree di intervento sono le seguenti:
- contrasto della povertà;
- prevenzione della povertà;
- inclusione e reinserimento;
- progetti europei.

### Fondazione Collegio Carlo Alberto
Istituita nel 2004 su iniziativa della Fondazione Compagnia di San Paolo e in collaborazione con l'Università di Torino, la Fondazione Collegio Carlo Alberto è un ente di ricerca e alta formazione indipendente di stampo internazionale. Incoraggia e sostiene la ricerca di frontiera e la formazione post-universitaria nelle scienze sociali, con l'intento di contribuire in modo rilevante al dibattito pubblico. La sua missione consiste nel promuovere la ricerca e la didattica nei settori di economia teorica e applicata, scienza politica, sociologia e diritto, in relazione a valori e usi della comunità accademica internazionale. La lingua ufficiale del Collegio Carlo Alberto è l'inglese e il suo progetto formativo consiste nel preparare studenti universitari e post-universitari all'inserimento nel mondo professionale.

### LINKS Foundation
Acronimo di Leading Innovation & Knowledge for Society, LINKS è un ente che ha l'obiettivo di contribuire al progresso tecnologico e socio-economico attraverso processi avanzati di ricerca applicata. Nasce dal percorso di fusione per incorporazione dell'Istituto Superiore Mario Boella e dell'Istituto Superiore per i Sistemi Territoriali e l'Innovazione, raccogliendone l'esperienza, le competenze e gli importanti risultati conseguiti negli ultimi anni. Si pone come anello di congiunzione fra il mondo accademico e quello di imprese, startup e istituzioni, per affermarsi come centro di ricerca di riferimento per le organizzazioni che vogliono crescere e aumentare la propria competitività.
LINKS riunisce professionisti e professioniste con formazione e conoscenze differenti che consentono lo sviluppo di studi e di applicazioni innovative e multidisciplinari. Le competenze si concentrano sui temi delle nuove tecnologie, dell'ambiente e del territorio, e si basano su esperienze complementari derivanti dai processi di innovazione e dalla loro applicazione in diversi ambiti.

### Italian Institute for Genomic Medicine (IIGM)
Costituito nel 2007 in collaborazione con l'Università degli Studi di Torino e il Politecnico di Torino, IIGM è un istituto di ricerca e una piattaforma d'innovazione che costituisce un riferimento per le attività di ricerca della Città della Salute di Torino. Promuove l'eccellenza nella ricerca e nell'insegnamento nel campo della genetica umana, della genomica e della proteomica. Le aree di studio comprendono anche le scienze della vita, in particolare la ricerca traslazionale, la medicina di precisione e la biomedicina, con una particolare attenzione agli aspetti bioetici della ricerca.
Nel 2019 IIGM ha trasferito la propria sede presso l'Istituto di Candiolo – IRCCS (TO), centro di riferimento nazionale nella cura delle patologie oncologiche.

## Aree d'intervento
Nel 2020 la Fondazione Compagnia di San Paolo assume come riferimento della propria attività l'Agenda 2030 delle Nazioni Unite, organizzandosi per contribuire a realizzare gli Obiettivi di Sviluppo Sostenibile.
Questa decisione si pone su una linea di continuità rispetto alle attività precedenti. Il contrasto alla povertà, il benessere, l'attrattività territoriale, l'educazione, l'innovazione, la partecipazione civico- democratica, la tutela dei diritti sociali e le partnership istituzionali sono temi condivisi dalla Fondazione. Una più accentuata attenzione programmatica alla questione ambientale giunge a completare un quadro coerente con l'idea di sviluppo sostenibile, nelle sue varie dimensioni: sociale, educativa, culturale, scientifica ed economica.
Tale percorso porta la Fondazione a riorganizzare la struttura interna e la progettualità del suo lavoro, organizzato in tre grandi Obiettivi, ognuno dei quali è articolato in singole Missioni. La Direzione Pianificazione, Studi e Valutazione, la Direzione Finanza e la Direzione Innovazione d'Impatto svolgono funzioni specializzate di accompagnamento, progettazione e sostegno..

### Obiettivo Cultura
L'Obiettivo Cultura promuove la cultura nella forma della tutela dei beni culturali, nella promozione delle attività artistiche, espressive e creative, e come motore per la costruzione di una nuova cittadinanza attiva.
In ciò collabora con gli enti e le Istituzioni del mondo della cultura. Patrimonio, partecipazione arte e creatività sono ambiti di azione per migliorare l'attrattività dei territori e la partecipazione delle persone, sviluppando nuove competenze e tutelando i beni culturali.
L'Obiettivo Cultura intende contribuire al raggiungimento dei seguenti Obiettivi di Sviluppo Sostenibile:
- SDG 3 - Salute e Benessere[21]
- SDG 4 - Istruzione di qualità[22]
- SDG 5 – Parità di genere[23]
- SDG 8 - Lavoro dignitoso e crescita economica[24]
- SDG 9 - Imprese, innovazione e infrastrutture[25]
- SDG 10 - Ridurre le diseguaglianze[26]
- SDG 11 - Città e comunità sostenibili[27]
- SDG12 - Consumo e produzione responsabili[28]
- SDG 15 – Vita sulla terra[29]
- SDG 16 - Pace, giustizia e istituzioni solide[30]
- SDG 17 - Partnership per gli obiettivi[31]

L'Obiettivo Cultura è organizzato in quattro Missioni:
- Creare attrattività
- Sviluppare competenze
- Custodire la bellezza
- Favorire partecipazione attiva

### Obiettivo Persone
L'Obiettivo Persone si impegna a migliorare la qualità di vita delle persone, con un approccio che include le dimensioni dell'educazione, del lavoro, del diritto abitativo, della capacità di costruire comunità che si rinnovano e territori inclusivi. Particolare attenzione viene rivolta alle fasce della popolazione maggiormente esposte al rischio di emarginazione sociale, economica e culturale.
L'Obiettivo Persone intende contribuire al raggiungimento dei seguenti Obiettivi di Sviluppo Sostenibile:
- SDG 1 - Sconfiggere la povertà[33]
- SDG 2 - Sconfiggere la fame[34]
- SDG 3 - Salute e Benessere[21]
- SDG 4 - Istruzione di qualità[22]
- SDG 5 - Parità di genere[23]
- SDG 6 - Acqua pulita e Servizi Igienico-sanitari[35]
- SDG 8 - Lavoro dignitoso e crescita economica[24]
- SDG 10 - Ridurre le diseguaglianze[26]
- SDG 11 - Città e comunità sostenibili[27]
- SDG 13 - Lotta contro il cambiamento climatico[36]
- SDG 16 - Pace, giustizia e istituzioni solide[30]
- SDG 17 - Partnership per gli obiettivi[31]

L'Obiettivo Persone è organizzato in cinque Missioni:
- Abitare tra casa e territorio
- Favorire il lavoro dignitoso
- Educare per crescere insieme
- Diventare comunità
- Collaborare per l'inclusione

### Obiettivo Pianeta
L'Obiettivo Pianeta si impegna a favorire lo sviluppo e la condivisione di competenze, in termini di tecnologia e di innovazione, per creare soluzioni nuove in relazione al benessere delle persone e dell'ambiente.
L'Obiettivo Pianeta intende contribuire al raggiungimento dei seguenti Obiettivi di Sviluppo Sostenibile:
- SDG 3 - Salute e Benessere[21]
- SDG 4 - Istruzione di qualità[22]
- SDG 7 - Energia pulita e accessibile[38]
- SDG 8 - Lavoro dignitoso e crescita economica[24]
- SDG 9 - Imprese innovazione e infrastrutture[25]
- SDG 10 - Ridurre le disuguaglianze[39]
- SDG 11 - Città e Comunità sostenibili[27]
- SDG 12 - Consumo e produzione responsabili[28]
- SDG 13 - Lotta contro il cambiamento climatico[36]
- SDG 14 - La vita sott'acqua[40]
- SDG 15 - Vita sulla terra[29]
- SDG 16 - Pace, giustizia e istituzioni solide[30]
- SDG 17 - Partnership per gli obiettivi[31]

L'Obiettivo Pianeta è organizzato in cinque Missioni:
- Valorizzare la ricerca
- Accelerare l'innovazione
- Sviluppare il territorio
- Promuovere il benessere
- Proteggere l'ambiente

## Struttura

### Segretario Generale
Il Segretario Generale è nominato dal Comitato di Gestione. È a capo della struttura operativa della Fondazione.

### Direzione Governance[41]
Comprende la Segreteria degli Organi, la Comunicazione, gli Studi e le Segreterie del Presidente e del Segretario Generale. È il riferimento per il supporto nelle relazioni istituzionali della Fondazione. Le sono affidati i progetti di valenza istituzionale di riqualificazione della Cavallerizza Reale e dei servizi di filantropia a disposizione dei donatori privati (PAAS).

### Direzione Learning[42]
Presidia e coordina il processo di acquisizione ed elaborazione dei dati al fine di monitorare e valutare l’impatto delle proprie policy, di sviluppare approcci e metodologie che consentano di assumere decisioni informate e basate sull’evidenza, coerentemente con la definizione di Learning Organization. Coordina l’avvio di progetti complessi e supervisiona progetti multisettoriali con competenze trasversali di innovazione e integrazione. Presidia inoltre il processo relativo alla predisposizione dei documenti programmatici e istituzionali.

### Direzione Operations[43]
Presidia e coordina gli aspetti amministrativi e organizzativi della Fondazione, garantendo l’efficienza dell’intera struttura rispetto agli obiettivi strategici, promuovendo una cultura organizzativa orientata al miglioramento continuo e collaborando alla concretizzazione dell’approccio trust-based. Assicura l’aderenza alle normative vigenti, la trasparenza e il rispetto dei processi e la valorizzazione delle risorse umane. Gestisce inoltre i rapporti con la società consortile PR.I.S.MA – Progetti Innovazione Soluzioni Management S.c.r.l

### Direzione Finanza[44]
Presidia le partecipazioni societarie, l’attuazione delle decisioni assunte nell’ambito del processo d’investimento del portafoglio strategico e del portafoglio diversificato, nonché il monitoraggio, anche in ottica ESG, e le analisi connesse all’investimento del patrimonio.